# Liste der Baudenkmäler in Neubrunn
Auf dieser Seite sind die Baudenkmäler in dem unterfränkischen Markt Neubrunn zusammengestellt. Diese Tabelle ist eine Teilliste der Liste der Baudenkmäler in Bayern. Grundlage ist die Bayerische Denkmalliste, die auf Basis des Bayerischen Denkmalschutzgesetzes vom 1. Oktober 1973 erstmals erstellt wurde und seither durch das Bayerische Landesamt für Denkmalpflege geführt wird. Die folgenden Angaben ersetzen nicht die rechtsverbindliche Auskunft der Denkmalschutzbehörde.

## Ortsbefestigung Neubrunn
Von der um 1400 angelegten Ortsmauer sind auf der südlichen Hangseite ausgedehnte Teile, auf der Ostseite nur mehr in Scheunen verbaute Bruchstücke erhalten. Von den ehemaligen drei Toren ist das Tor an der Straße nach Böttigheim noch aufrechtstehend (Aktennummer: D-6-79-164-5).

| Lage                      | Objekt                      | Beschreibung | Akten-Nr.     | Bild           |
| ------------------------- | --------------------------- | --- | ------------- | -------------- |
| Hauptstraße 53 (Standort) | Torturm der Ortsbefestigung | unregelmäßige Eckquaderung, Durchfahrt mit Rundbogen und Spitzbogen, darüber drei Geschosse und Halbwalmdach, Mitte 15. Jahrhundert | D-6-79-164-16 | weitere Bilder |

- Schloßstraße 8 (Lage): Ortsmauer mit drei Rundturmstümpfen.

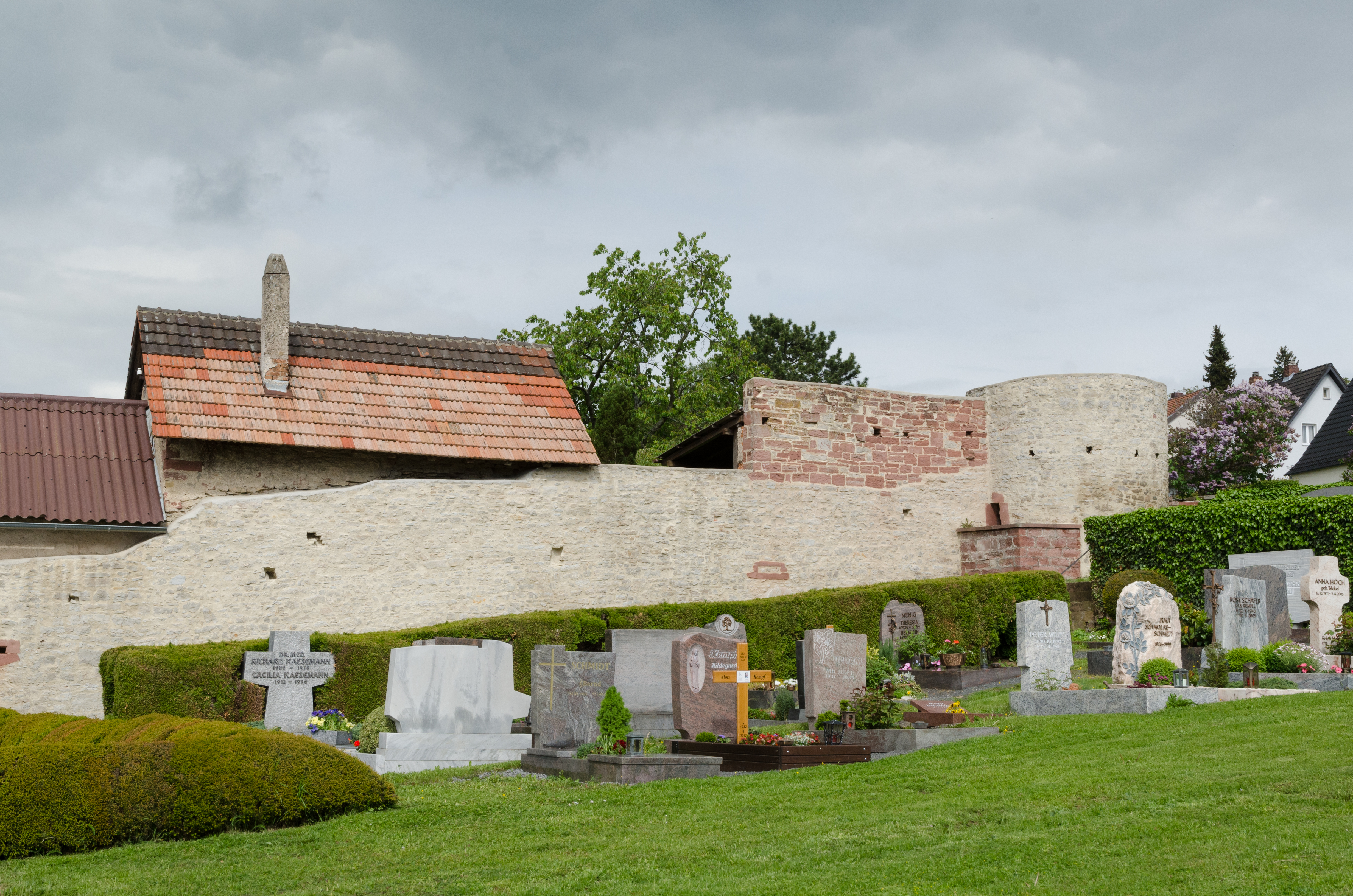
Orstmauer mit Rundturm am Friedhof weitere Bilder
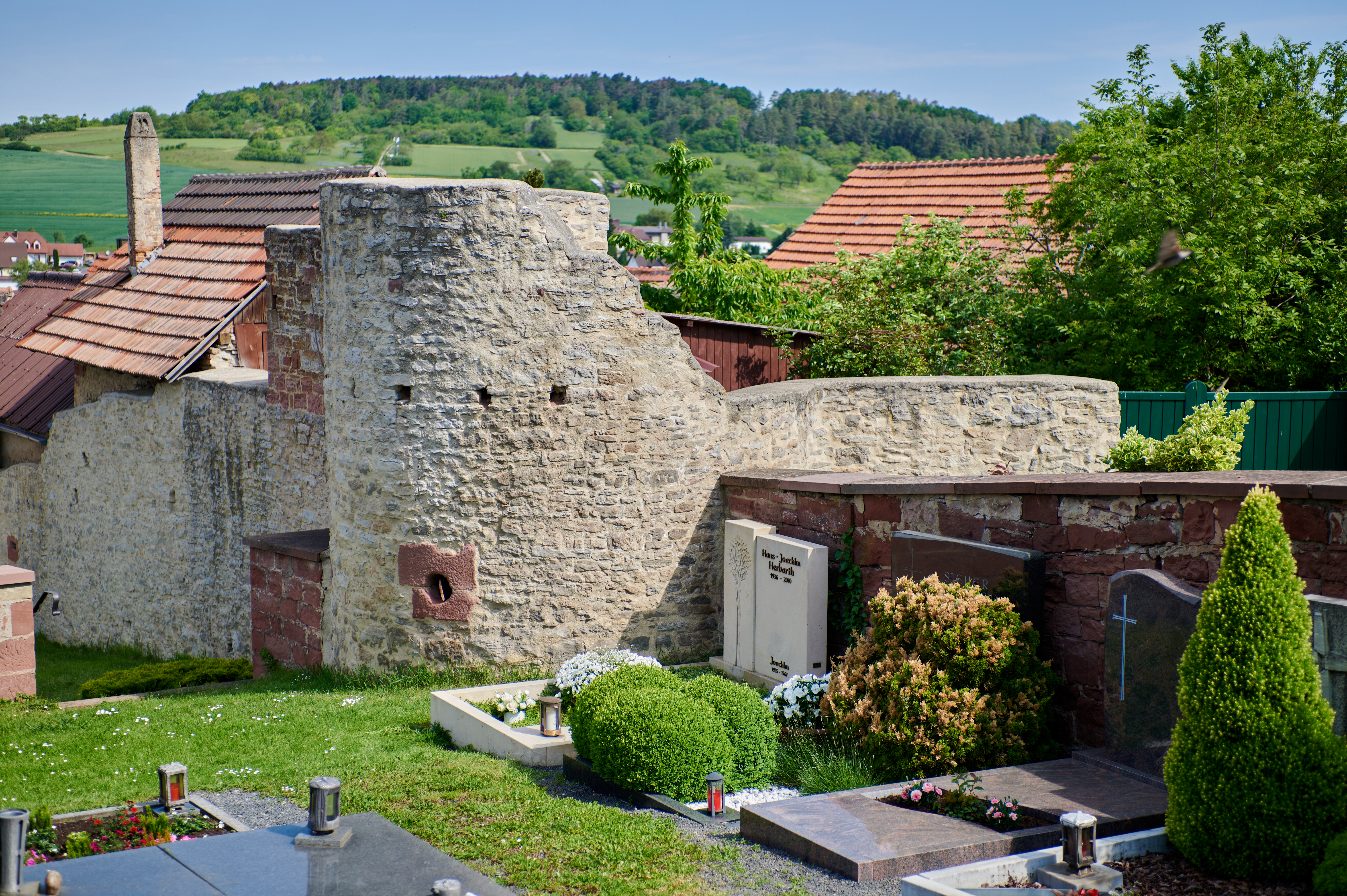
Rundturm am Friedhof weitere Bilder
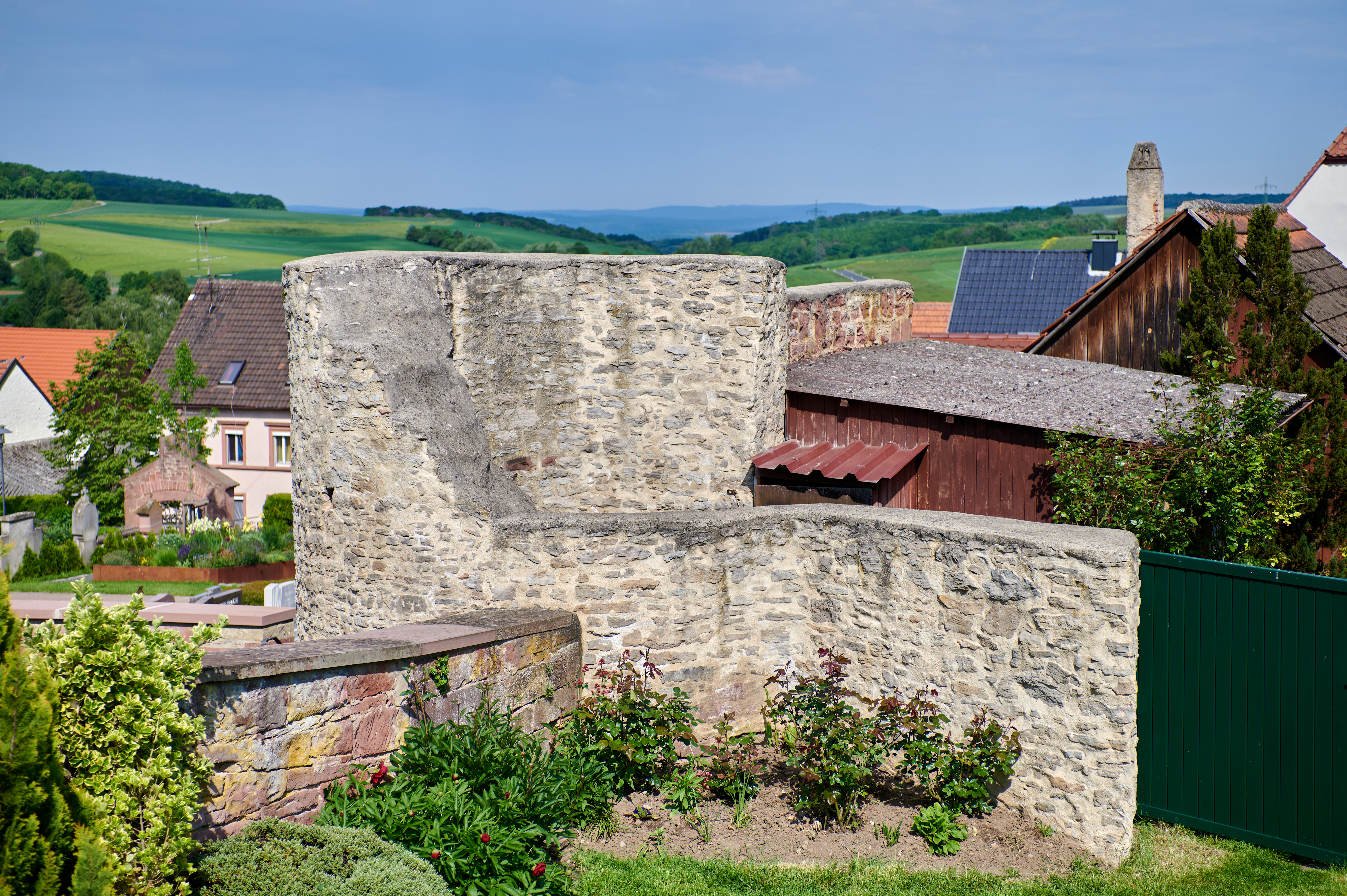
Rundturm am Friedhof weitere Bilder
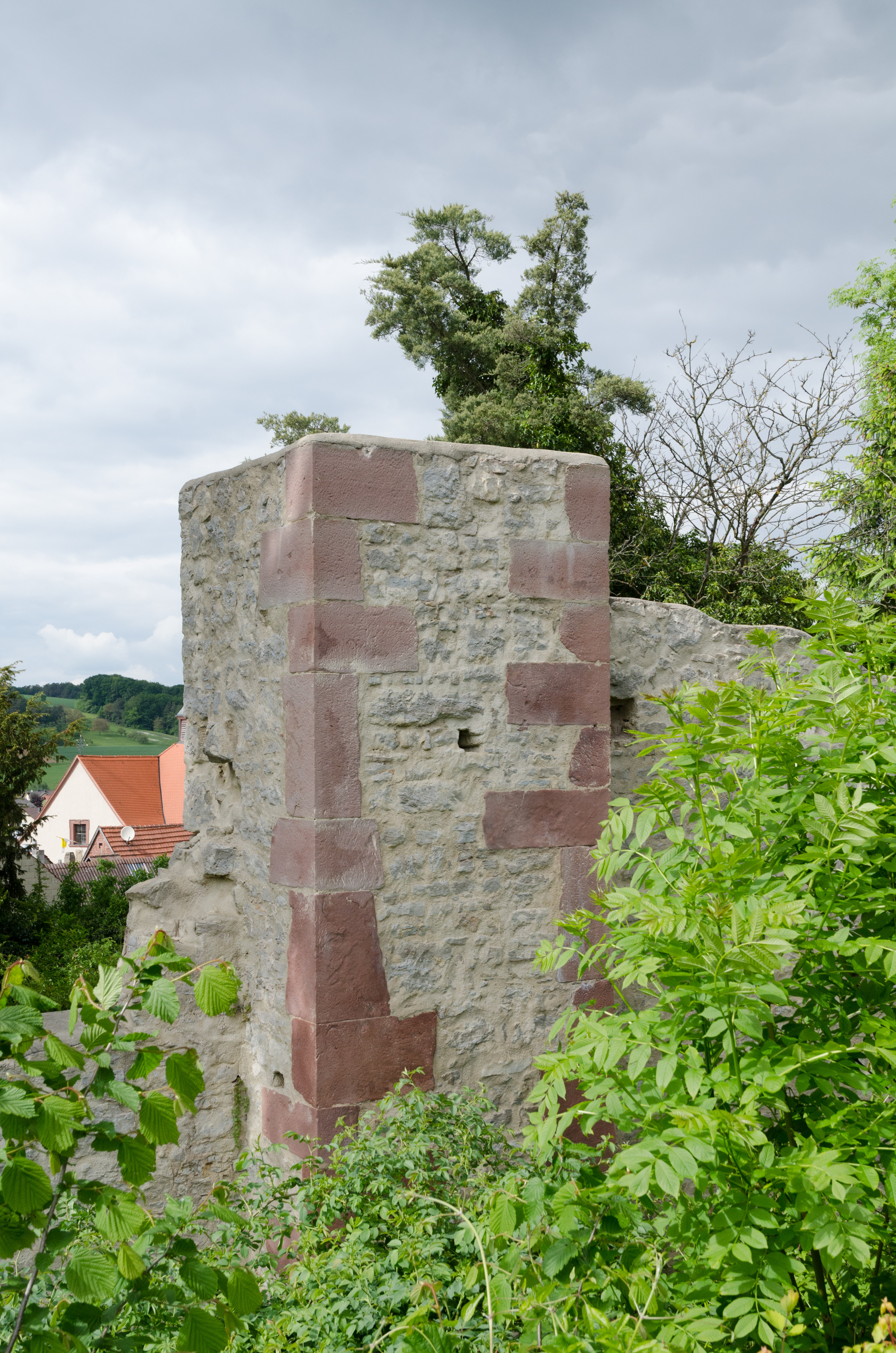
Rundturmstumpf am Hagweg weitere Bilder
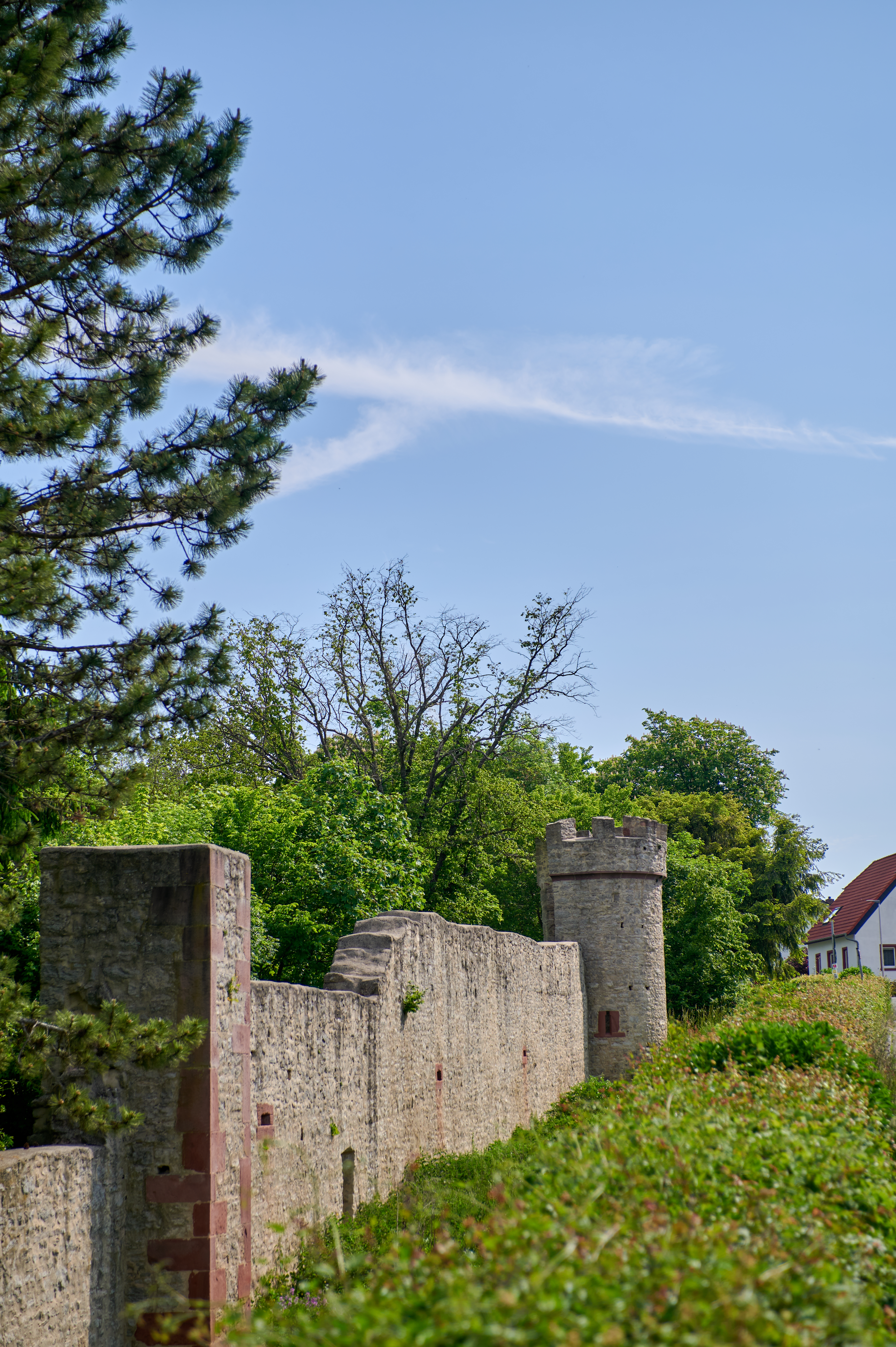
Ortsmauer am Hagweg weitere Bilder
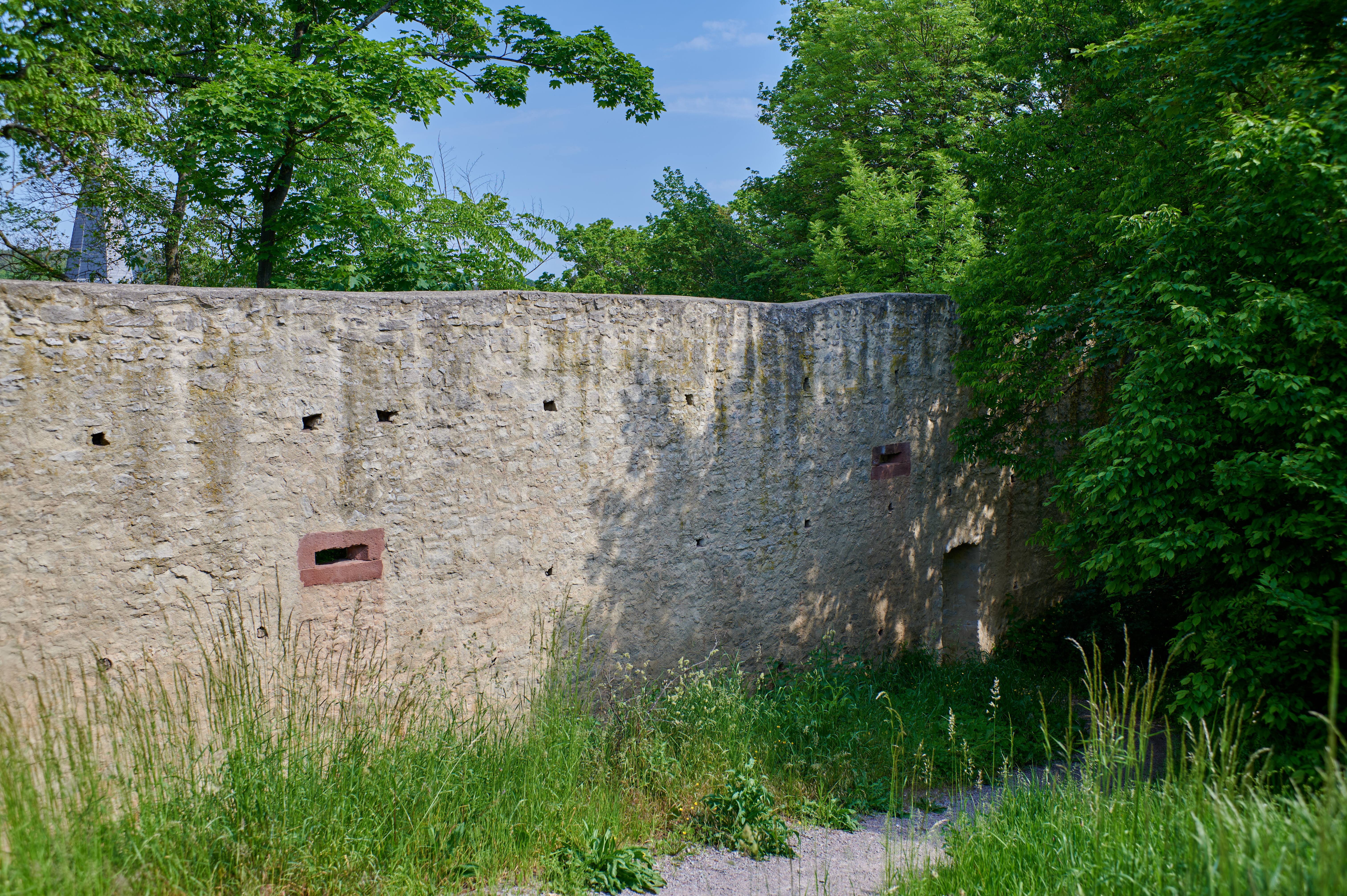
Ortsmauer am Hagweg weitere Bilder
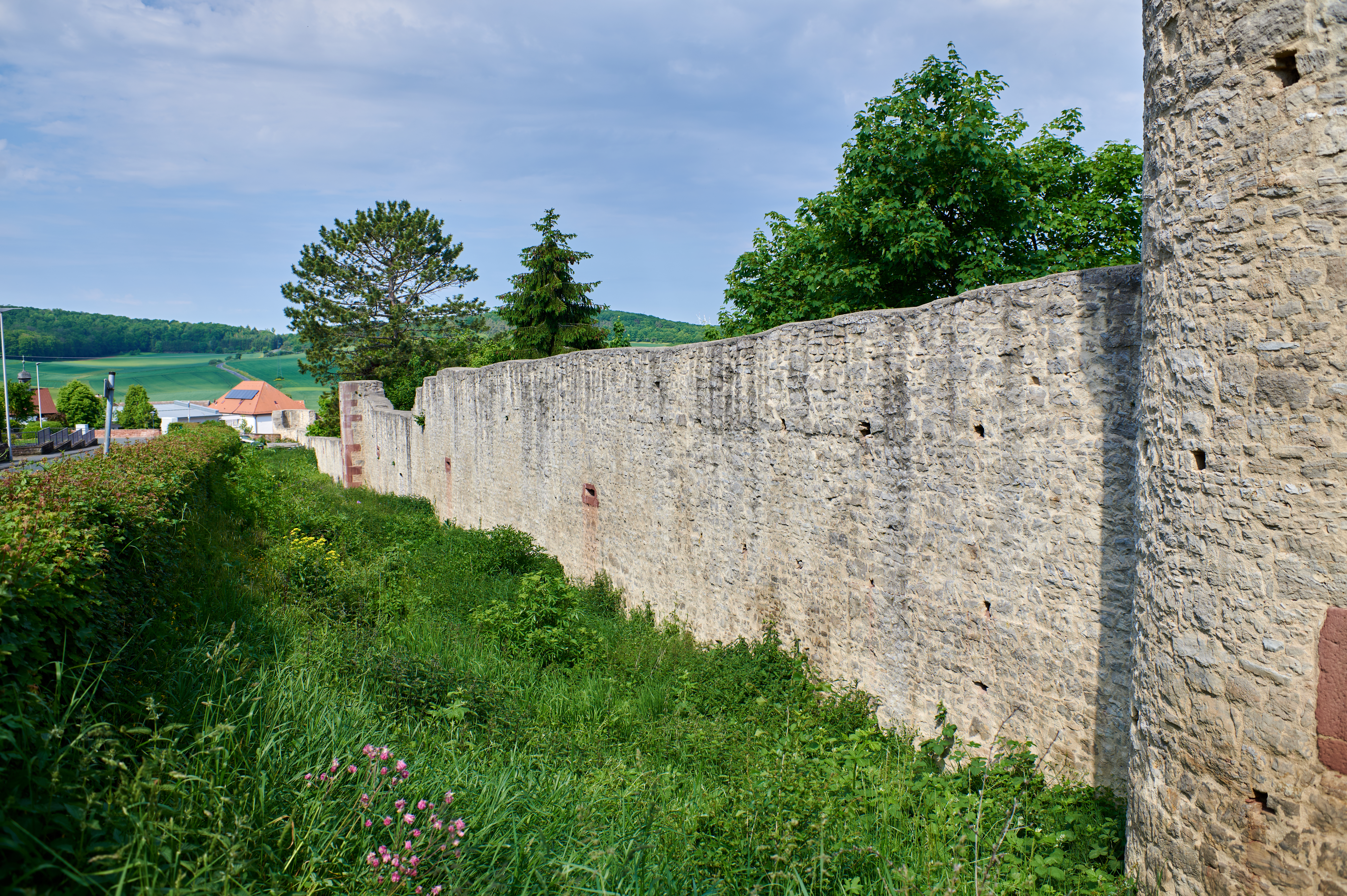
Ortsmauer am Hagweg weitere Bilder
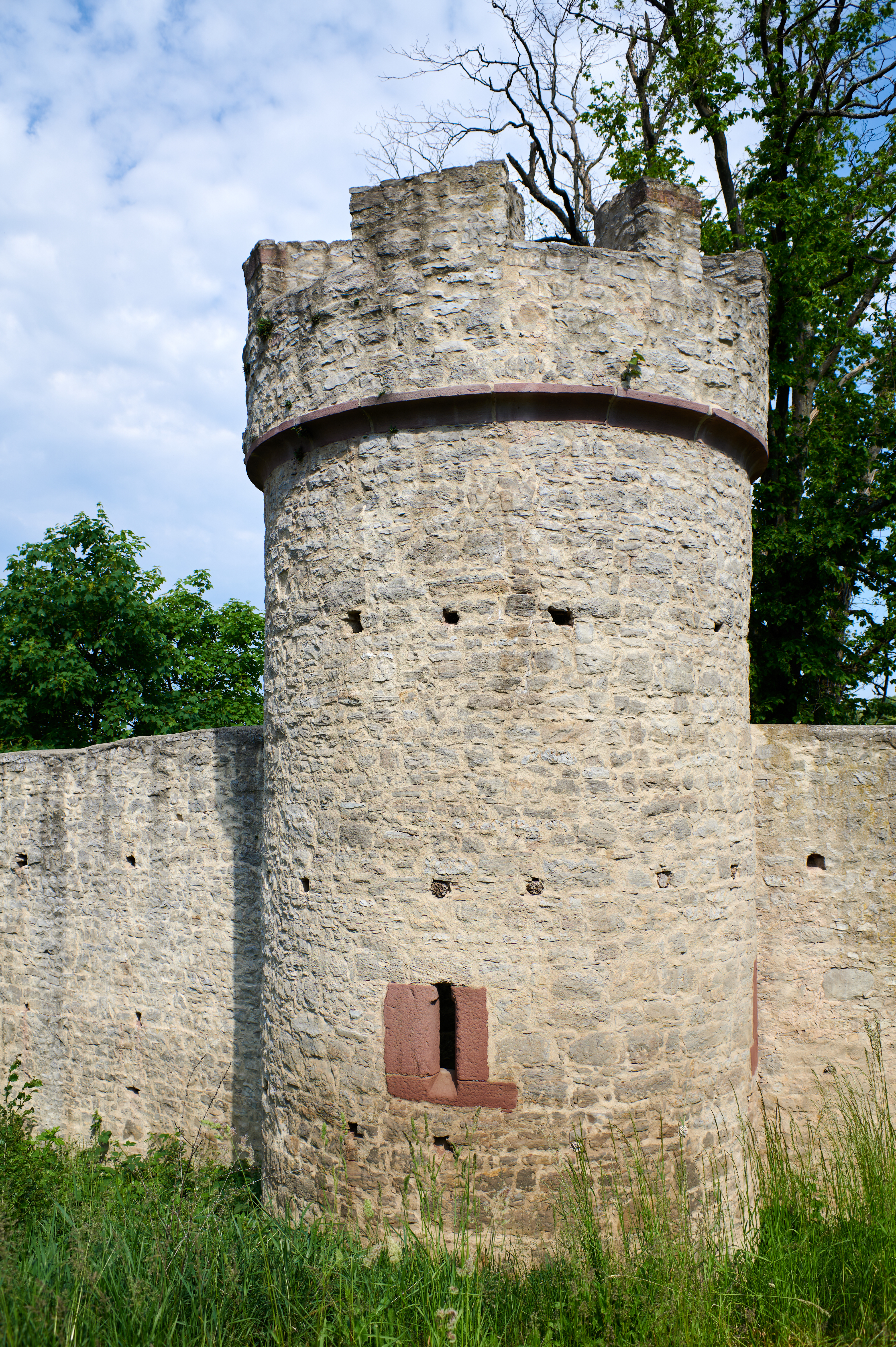
Rundturm am Hagweg weitere Bilder
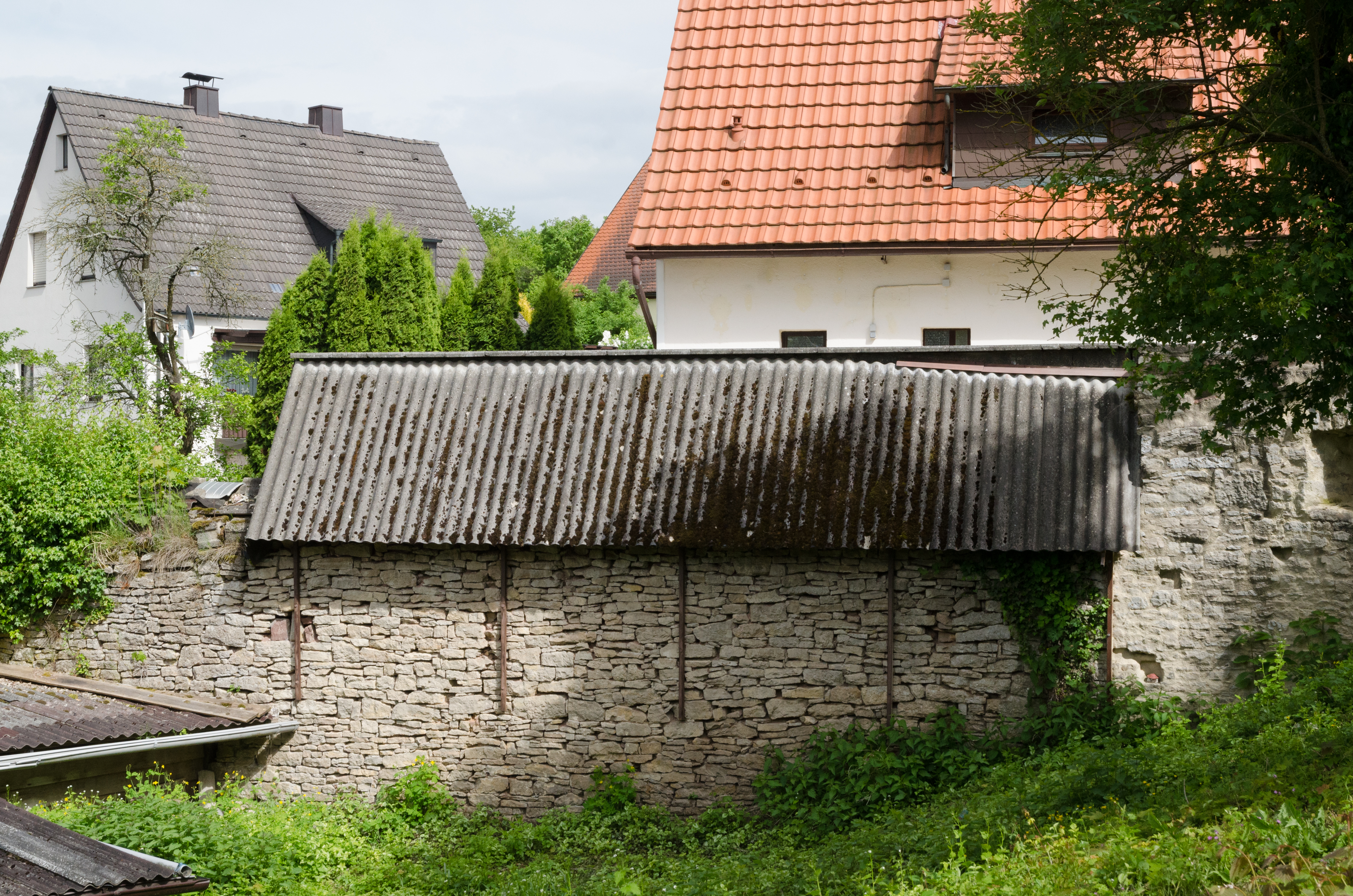
Ortsmauer beu Hagweg2b weitere Bilder

- Schloßberg (Lage): Pforte der Ortsmauer, bezeichnet 1414.

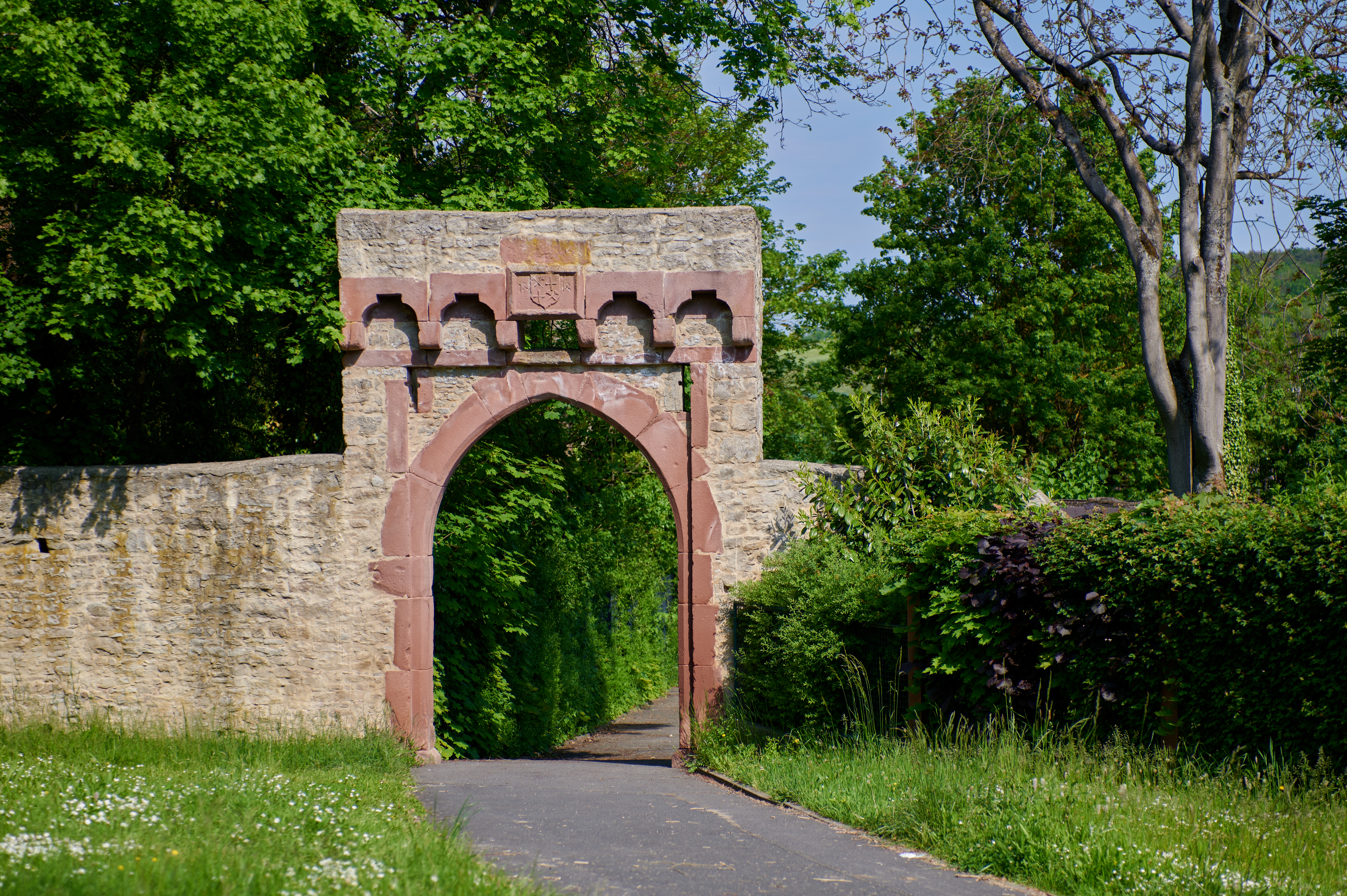
Pforte Hagweg, Feldseite weitere Bilder

- Grabenweg (Lage): Entlang dem Grabenweg Reste der Ortsmauer, um 1400, bruchstückhaft in Scheunen verbaut.

Aktennummer: D-6-79-164-1.

## Baudenkmäler nach Gemeindeteilen

### Neubrunn
| Lage                                                     | Objekt                                           | Beschreibung | Akten-Nr.     | Bild           |
| -------------------------------------------------------- | ------------------------------------------------ | --- | ------------- | -------------- |
| Am Alten Mausberg (Standort)                             | Kreuzwegstationen                                | Sandstein, spätrokoko, bezeichnet 1778, Kruzifixus, bezeichnet 1864, Ortsrand, rechts der Straße nach Helmstadt                                                      | D-6-79-164-30 | weitere Bilder |
| Böttigheimer Straße, Fußenloch (Standort)                | Bildstock                                        | Sandstein, mit Relief Kreuzigungsgruppe und bekrönendem Steinkreuz, bezeichnet 1701, Eingang zur Lehmgrube                                                           | D-6-79-164-23 | BW             |
| Fahrletterweg, Luft, Unteraltertheimer Straße (Standort) | Bildstock                                        | Sandstein, Säule und Aufsatz mit Relief Kreuzgruppe, bezeichnet 1902, Unteraltertheimer Straße, Abzweigung Fahrletterweg                                             | D-6-79-164-29 | weitere Bilder |
| Grombühl 6 (Standort)                                    | Relief Kreuzigung                                | Sandstein, 1934 | D-6-79-164-4  | weitere Bilder |
| Hagweg (Standort)                                        | Bildstock                                        | Sandstein, großer Altarsockel, Säule und Aufsatz mit hl. Michael, bezeichnet 1693                                                                                    | D-6-79-164-6  | weitere Bilder |
| Hauptstraße (Standort)                                   | Bildstock                                        | Sandstein, abgefaster Pfeiler, Aufsatz mit Bildnische und Kleeblattkreuz, bezeichnet 1720                                                                            | D-6-79-164-14 | weitere Bilder |
| Hauptstraße 20 (Standort)                                | Bildstock                                        | Sandstein, Pfeiler und Aufsatz mit Relief Kreuzigung und Steinkreuz, bezeichnet 1622                                                                                 | D-6-79-164-8  | weitere Bilder |
| Hauptstraße 20 (Standort)                                | Zwei Hofeinfahrten                               | Sandsteinpfosten mit Zapfenaufsätzen und Fußgängerpforte, frühes 19. Jahrhundert                                                                                     | D-6-79-164-7  | weitere Bilder |
| Hauptstraße 25 (Standort)                                | Ehemaliges Rathaus                               | zweigeschossiger, traufständiger Halbwalmdachbau auf hohem Sockel, roter Sandsteinquader, um 1820, renoviert 1908                                                    | D-6-79-164-9  | weitere Bilder |
| Hauptstraße 27 (Standort)                                | Schul- und Rathaus                               | zweigeschossiger, traufständiger Satteldachbau auf hohem Sockelgeschoss, roter Sandsteinquader, übergiebelter Mittelrisalit, Neurenaissance, bezeichnet 1883         | D-6-79-164-11 | weitere Bilder |
| Hauptstraße 29 (Standort)                                | Katholische Pfarrkirche Sankt Georg              | Turm im Unterbau 14. Jahrhundert, darüber mit Spitzhelm 1580, Langhaus, Saalbau mit Satteldach und eingezogenem Rundchor 1712–17, 1909–10 erweitert, mit Ausstattung | D-6-79-164-12 | weitere Bilder |
| Hauptstraße 29 (Standort)                                | Bildstock                                        | Sandstein, Säule und Aufsatz mit Relief Pietà und Steinkreuz, bezeichnet 1707                                                                                        | D-6-79-164-12 | weitere Bilder |
| Hauptstraße 36 (Standort)                                | Wohnhaus eines Bauernhofs                        | zweigeschossiger, traufständiger Satteldachbau, roter Sandsteinquader, seitliche Tordurchfahrt mit Rundbogen, Freitreppe, bezeichnet 1827                            | D-6-79-164-13 | BW             |
| Hauptstraße 44 (Standort)                                | Zwei Hauszeichen                                 | Sandsteinreliefs, bezeichnet 1824 | D-6-79-164-15 | weitere Bilder |
| Hergental (Standort)                                     | Steinkreuz                                       | sogenanntes Hutzelkreuz, Sandstein, wohl spätmittelalterlich, am Waldweg auf dem Wurmberg                                                                            | D-6-79-164-58 | BW             |
| Hölzermark; ca. 2 km nördlich des Ortes (Standort)       | Steinkreuz                                       | Sühnekreuz, wohl spätmittelalterlich | D-6-79-164-67 | BW             |
| Kalkofen, Kreisstraße WÜ 11 (Standort)                   | Bildstock                                        | Sandstein, abgefaster Pfeiler und Aufsatz mit Relief Pietà und Steinkreuz, bezeichnet 1719, Straße nach Höhefeld                                                     | D-6-79-164-24 | weitere Bilder |
| Keilsgasse 4 (Standort)                                  | Bildstock                                        | Sandstein, mit Relief Dreifaltigkeit und bekrönender Heiligenfigur, neugotisch, bezeichnet 1872                                                                      | D-6-79-164-18 | weitere Bilder |
| Kreisstraße WÜ 11 (Standort)                             | Bildstock                                        | Sandstein, abgefaster Pfeiler und Aufsatz mit Relief Christophorus und bekrönendem Steinkreuz, bezeichnet 1774 (?), Straße nach Helmstadt                            | D-6-79-164-25 | weitere Bilder |
| Kreisstraße WÜ 60, Mühlweg (Standort)                    | Wegkreuz                                         | Sandstein, bezeichnet 1886, an der Holzmühle | D-6-79-164-22 | BW             |
| Lindenstraße (Standort)                                  | Kriegerdenkmal für 1870/71                       | Sandstein, Obelisk auf hohem Sockel, bezeichnet 1895 | D-6-79-164-10 | weitere Bilder |
| Nähe Beckenpfad (Standort)                               | Bildstock                                        | Sandstein, abgefaster Pfeiler und Aufsatz mit Bildnische (leer) und Steinkreuz, bezeichnet 1723, Weggabelung Beckenpfad/Schmalwiese                                  | D-6-79-164-26 | weitere Bilder |
| Nähe Pfarrer-Gehrsitz-Straße (Standort)                  | Bildnische                                       | Sandstein, Aufsatz mit Madonna und Segmentbogenach, bezeichnet 1783                                                                                                  | D-6-79-164-17 | weitere Bilder |
| Nähe Pfarrer-Gehrsitz-Straße (Standort)                  | Friedhof                                         | Ummauerung mit Erweiterung nach 1833 | D-6-79-164-2  | weitere Bilder |
| Nähe Pfarrer-Gehrsitz-Straße (Standort)                  | Friedhofskreuz                                   | bezeichnet 1790, Kriegergedächtniskapelle für 1914/18 und 1939/45 | D-6-79-164-2  | weitere Bilder |
| Nähe Pfarrer-Gehrsitz-Straße (Standort)                  | Kriegergedächtniskapelle für 1914/18 und 1939/45 | Satteldachbau mit Säulenvorhalle und Dachreiter | D-6-79-164-2  | weitere Bilder |
| Rainberg (Standort)                                      | Bildstock                                        | Sandstein, Pfeiler und Aufsatz mit Relief Kreuzigung und Steinkreuz, bezeichnet 1619                                                                                 | D-6-79-164-20 | weitere Bilder |
| Schloßstraße 6 (Standort)                                | Ehemaliges Schloss                               | Wohnbau, dreigeschossiger Satteldachbau auf L- förmigem Grundriss, im Kern spätgotisch                                                                               | D-6-79-164-19 | weitere Bilder |
| Schloßstraße 6 (Standort)                                | Ehemaliges Schloss                               | Ringmauer mit Rundtürmen und Grabenanlage 14./15. Jahrhundert | D-6-79-164-19 | BW             |
| Schloßstraße 6 (Standort)                                | Ehemaliges Schloss                               | Rundbogentor, bezeichnet 1617 | D-6-79-164-19 | weitere Bilder |
| Unteraltertheimer Straße 1 (Standort)                    | Wegkreuz                                         | Sandstein, bezeichnet 1857, Ortsende Richtung Helmstadt | D-6-79-164-27 | weitere Bilder |
| Wethgasse 10 (Standort)                                  | Bauernhof                                        | Wohnhaus, eingeschossiger Fachwerkbau mit Satteldach, um 1700 | D-6-79-164-57 | weitere Bilder |
| Wethgasse 10 (Standort)                                  | Bauernhof                                        | Hoftor, Rahmung Sandsteinquader, hölzerne Torflügel mit eingeschnittener Fußgängerpforte, gleichzeitig                                                               | D-6-79-164-57 | weitere Bilder |
| Wethgasse 10 (Standort)                                  | Bauernhof                                        | zwei Nebengebäude, Satteldachbauten mit Fachwerk | D-6-79-164-57 | weitere Bilder |
| Wurmberg (Standort)                                      | Bildstock                                        | sogenanntes Unglücksmarterl, Sandstein, Bildrelief mit Rundbogenabschluss und bekrönendem Steinkreuz, bezeichnet 1731, am Würmberg.                                  | D-6-79-164-28 | BW             |
| Böttigheimer Straße (Standort)                           | Verkehrsstein mit Warninschrift                  | aufrechter Rotsandstein mit Relief eines sogenannten Bremsschuhs für Kutschen, darunter Inschrift, um 1860                                                           | D-6-79-164-66 | BW             |
| Am Peiselgraben ()                                       | Steinkreuz, Sühnekreuz                           | gleichschenkliges Kreuz aus Sandstein mit gefasten Kanten, an der Vorderseite Gravur eines Schwertes, spätmittelalterlich                                            | D-6-79-164-68 |                |

### Böttigheim
| Lage                                                                | Objekt | Beschreibung | Akten-Nr.              | Bild           |
| ------------------------------------------------------------------- | --- | --- | ---------------------- | -------------- |
| Am Eiskeller, Frankenlandstraße (Standort)                          | Bildstock                                                                                                 | Sandstein, Pfeiler und Aufsatz mit Relief Pietà in Muschelnische, bezeichnet 1728, Straße nach Werbach                                                                                                | D-6-79-164-54          | weitere Bilder |
| Dürre Wiesen (Standort)                                             | Wegkreuz                                                                                                  | Sandstein, 19. Jahrhundert, Straße nach Werbach | D-6-79-164-49          | weitere Bilder |
| Ebertschlag (Standort)                                              | Wegkreuz                                                                                                  | Sandstein, bezeichnet 1852, Straße nach Neubrunn | D-6-79-164-48          | weitere Bilder |
| Enge Gasse 1 (Standort)                                             | Wohnhaus                                                                                                  | Satteldachbau in Ecklage und giebelständig zur Langgasse, mit Fachwerkobergeschoss, 18. Jahrhundert                                                                                                   | D-6-79-164-31          | weitere Bilder |
| Enge Gasse 4 (Standort)                                             | Wohnhaus                                                                                                  | zweigeschossiger, giebelständiger Satteldachbau mit Längslaube, Fachwerk verputzt, 17./18. Jahrhundert                                                                                                | D-6-79-164-32          | weitere Bilder |
| Frankenlandstraße 9 (Standort)                                      | Katholische Pfarrkirche Mariä Himmelfahrt                                                                 | Langhaus mit Satteldach und eingezogener Chor 1701–04 von Christian Hermann, dreigeschossiger Turm mit oktogonalem Aufsatz und welscher Haube, Sakristeianbau, Vorhalle mit Kruzifix; mit Ausstattung | D-6-79-164-33 Wikidata | weitere Bilder |
| Frankenlandstraße 9 (Standort)                                      | Kirchhof                                                                                                  | mit Einfriedungsmauer | D-6-79-164-33          | weitere Bilder |
| Frankenlandstraße 9 (Standort)                                      | Friedhofskreuz                                                                                            | bezeichnet 1836 | D-6-79-164-33          | weitere Bilder |
| Frankenlandstraße 9 (Standort)                                      | Kriegerdenkmal                                                                                            | Sandstein, mit Pietà und zwei Obelisken, 1876 und um 1920 | D-6-79-164-33          | weitere Bilder |
| Frankenlandstraße 9, an der Friedhofsmauer nahe dem Chor (Standort) | Steinkreuz                                                                                                | sogenanntes Schwedenkreuz, bezeichnet (1)635 | D-6-79-164-33          | weitere Bilder |
| Frankenlandstraße 14 (Standort)                                     | Pietà-Relief                                                                                              | Sandstein, 18. Jahrhundert | D-6-79-164-34          | weitere Bilder |
| Frankenlandstraße 15 (Standort)                                     | Pietà-Relief                                                                                              | 18. Jahrhundert | D-6-79-164-35          | BW             |
| Frankenlandstraße 28 (Standort)                                     | Hoftor und Pforte                                                                                         | Sandstein, Vorderseite rundbogige Gewände, Rückseite segmentbogige Entlastungsbögen, bezeichnet 1710                                                                                                  | D-6-79-164-36          | weitere Bilder |
| Frankenlandstraße 28 (Standort)                                     | Bildstock                                                                                                 | Sandstein, Säule und vierseitiger Aufsatz (Rückseite ohne Bildmotiv) mit Rundbogengiebeln | D-6-79-164-36          | weitere Bilder |
| Frankenlandstraße 34 (Standort)                                     | Wohnhaus                                                                                                  | giebelständiger Satteldachbau mit Längslaube, Obergeschoss und Giebel Fachwerk, 17./18. Jahrhundert                                                                                                   | D-6-79-164-38          | weitere Bilder |
| Frankenlandstraße, Frankenlandstraße 37 (Standort)                  | Kreuzschlepper                                                                                            | Sandstein, bezeichnet 1747 | D-6-79-164-37          | weitere Bilder |
| Hirschberg (Standort)                                               | Ödwegskapelle                                                                                             | dreiseitig geschlossen, Satteldach, um 1750, Weg nach Niklashausen | D-6-79-164-50          | weitere Bilder |
| Hütsteig (Standort)                                                 | Bildstock                                                                                                 | Sandstein, hoher, gemauerter Sockel und Aufsatz mit Relief Pietà, 18. Jahrhundert, Straße nach Wenkheim                                                                                               | D-6-79-164-55          | weitere Bilder |
| Klostergasse 4 (Standort)                                           | Bildstockaufsatz                                                                                          | mit Relief Sankt Martin, Sandstein, 18. Jahrhundert, eingemauert | D-6-79-164-40          | weitere Bilder |
| Langgasse 4 (Standort)                                              | Wohnhaus                                                                                                  | zweigeschossiger, giebelständiger Satteldachbau, Fachwerk verputzt, 17. Jahrhundert, Hoftor, Sandstein und Ziegel                                                                                     | D-6-79-164-41          | weitere Bilder |
| Langgasse 7 (Standort)                                              | Wohnhaus                                                                                                  | zweigeschossiger Satteldachbau in Ecklage, Obergeschoss und Giebel mit Zierfachwerk, 17. Jahrhundert                                                                                                  | D-6-79-164-42          | weitere Bilder |
| Nähe Neubrunner Weg (Standort)                                      | Fiederlingskapelle                                                                                        | dreifach geschlossen, Satteldach mit Dachreiter, Ende 18. Jahrhundert | D-6-79-164-51          | weitere Bilder |
| Neubrunner Weg 7 (Standort)                                         | Bildstock                                                                                                 | 1. Hälfte 19. Jahrhundert, sogenannter Fronleichnamsaltar | D-6-79-164-44          | weitere Bilder |
| Riedbrunnen (Standort)                                              | Kapelle, sogenannte Wirtskapelle                                                                          | Krüppelwalmdach, gotisierende Fenster, 19. Jahrhundert, Straße nach Werbach | D-6-79-164-53          | weitere Bilder |
| Rothschale, Schwedenrain (Standort)                                 | Kreuzweg                                                                                                  | Sandstein, mit 14 Stationen, Bildstock Jesus im Garten und Kruzifixus, 1832, östlich des Ortes | D-6-79-164-56          | weitere Bilder |
| Wallweg (Standort)                                                  | Bildhäuschen                                                                                              | Sandstein, in Form einer Aedikula, neugotisch, 19. Jh. | D-6-79-164-61          | weitere Bilder |
| Wertheimer Ring (Standort)                                          | Wegkreuz                                                                                                  | Sandstein, bezeichnet 1877, Straße nach Höhefeld, sogenanntes Rotes Kreuz | D-6-79-164-47          | weitere Bilder |
| Wertheimer Ring 1 (Standort)                                        | Bildrelief mit einer Darstellung des Heiligen Blutes (an einem Wallfahrtsweg zum Blutwunder von Walldürn) | Sandstein, 18. Jahrhundert, auf modernem Sockel, in einer Gartenmauer | D-6-79-164-39          | weitere Bilder |
| Nähe Wertheimer Ring (Standort)                                     | Bildnische                                                                                                | Sandstein, in der Form einer Aedikula, bezeichnet 1848, an der Gartenmauer Ecke Wirtsgasse, sogenannter Fronleichnamsaltar                                                                            | D-6-79-164-45          | weitere Bilder |
| Wirtsgasse 3 (Standort)                                             | Wohnhaus                                                                                                  | giebelständiger Satteldachbau, Obergeschoss und Giebel mit Zierfachwerk, am Hoftor bezeichnet 1695 | D-6-79-164-46          | weitere Bilder |
| Wirtsgasse 3 (Standort)                                             | Bildtafel                                                                                                 | Sandstein, mit den Vierzehn Nothelfern, 18. Jahrhundert | D-6-79-164-46          | weitere Bilder |
| Wurmberg (Standort)                                                 | Kapelle                                                                                                   | Vierzehnheiligenkapelle, quergerichtetes Satteldach, Rundbogenöffnung mit Reliefbild der Vierzehn Nothelfer, frühes 19. Jahrhundert, Straße nach Neubrunn                                             | D-6-79-164-52          | weitere Bilder |

## Ehemalige Baudenkmäler
In diesem Abschnitt sind Objekte aufgeführt, die früher einmal in der Denkmalliste eingetragen waren, jetzt aber nicht mehr. Objekte, die in anderem Zusammenhang – also z. B. als Teil eines Baudenkmals – weiter eingetragen sind, sollen hier nicht aufgeführt werden. Aktennummern in diesem Abschnitt sind ehemalige, jetzt nicht mehr gültige Aktennummern.

| Lage                                                     | Objekt              | Beschreibung | Akten-Nr.     | Bild |
| -------------------------------------------------------- | ------------------- | --- | ------------- | --- |
| Neubrunn Mühlweg (an der Straße nach Kembach) (Standort) | Ehemalige Holzmühle | Gebäudekomplex, bestehend aus Mühle, zwei Scheunen und Stall, 1711, verfallen (Zustand siehe https://www.youtube.com/watch?v=OzWi6MPhcGg) | D-6-79-164-21 | [[Vorlage:Bilderwunsch/code!/C:49.73585,9.65171!/D:Mühlweg (an der Straße nach Kembach), Ehemalige Holzmühle!/\|BW]] |
| Böttigheim Langgasse 11 ()                               | Wohnhaus            | giebelständiger Satteldachbau mit Längslaube, Obergeschoss und Giebel Fachwerk verputzt, 17./18. Jahrhundert                              | D-6-79-164-43 | |